# Delceita Oakley
Delceita Lucía Oakley Daniel (Panamá; 22 de abril de 1944 – 28 de junio de 2019) fue una velocista panameña que compitió en los 100 metros femeninos en los Juegos Olímpicos de Verano de 1964.

## Biografía
Ganó una medalla de bronce en el relevo 4 × 100 metros en los IX Juegos Centroamericanos y del Caribe en Kingston. Compitió en los Juegos Olímpicos de Tokio 1964, donde fue eliminada en las rondas clasificatorias de carrera de 100 metros, carrera de 200 metros y relevos de 4 × 100 metros. La mejor marca personal de Oakley en los 100 metros planos fue de 11,6 segundos y en los 200 metros planos fue de 24,2 segundos (ambas de 1964).